# Sankt Bodils kyrka
Sankt Bodils kyrka ligger i Bodilsker socken omkring fyra kilometer väster om Nexø på Bornholm i Danmark. 
Kyrkan byggdes omkring 1200 och helgades då åt Sankt Botulf. Namnet har senare av misstag blivit "Bodil", även om något helgon med det namnet inte är känt. 
Huvudsakligt byggnadsmaterial är kalksten, men också lokal sandsten och lokal fältsten har använts. Kyrkotornet renoverades omkring 1913 efter ritningar av Mathias Bidstrup.

## Bildgalleri

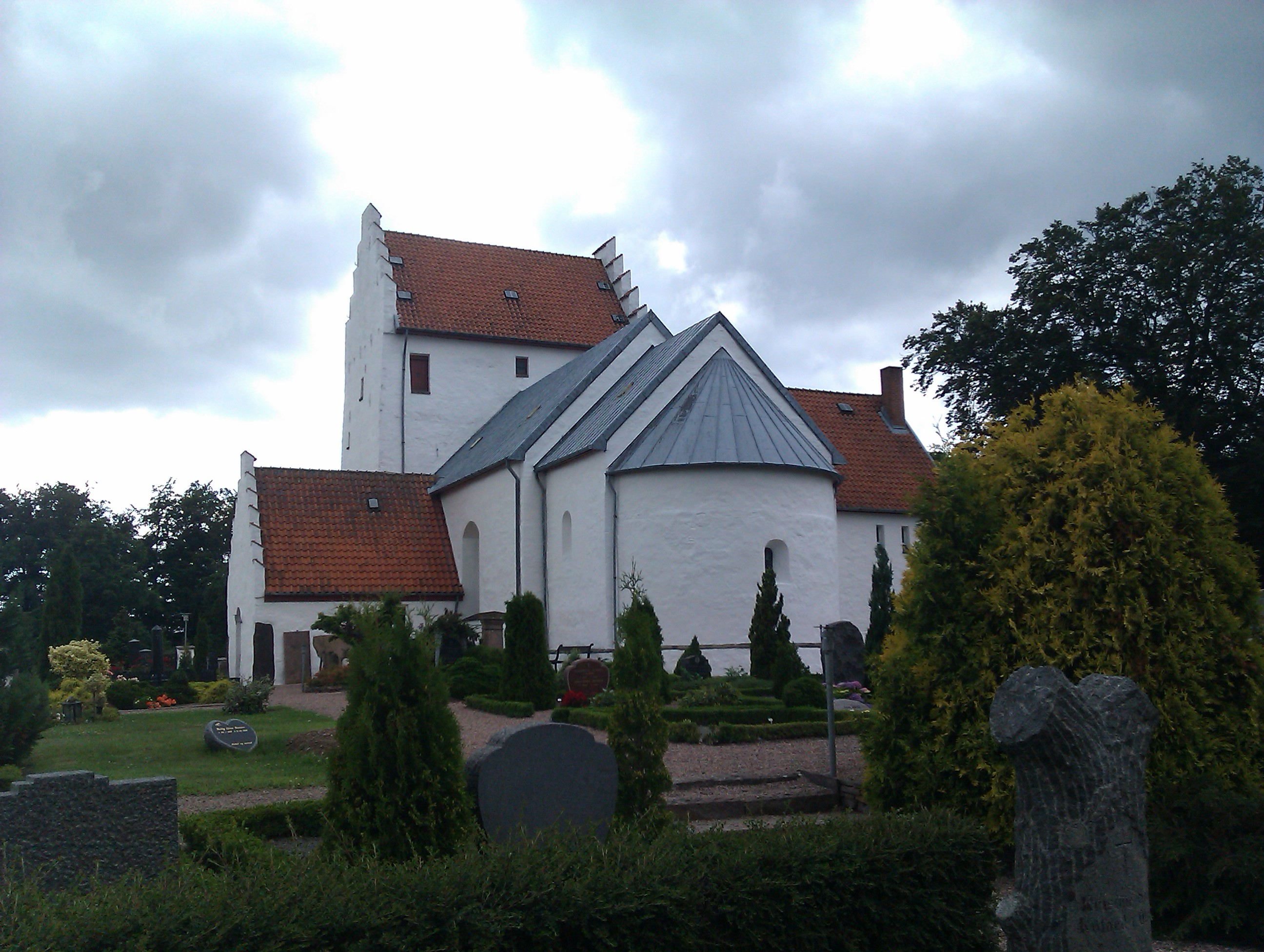
Kyrkan sedd österifrån
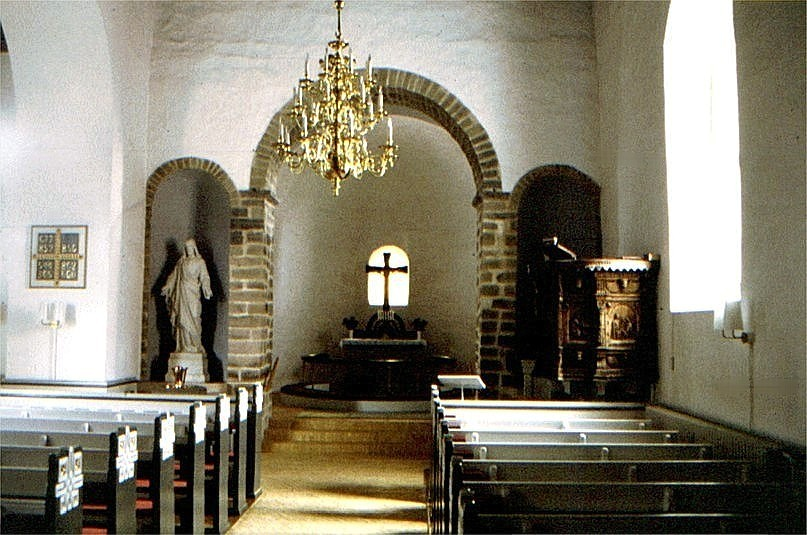
Kyrkoskeppet med kor
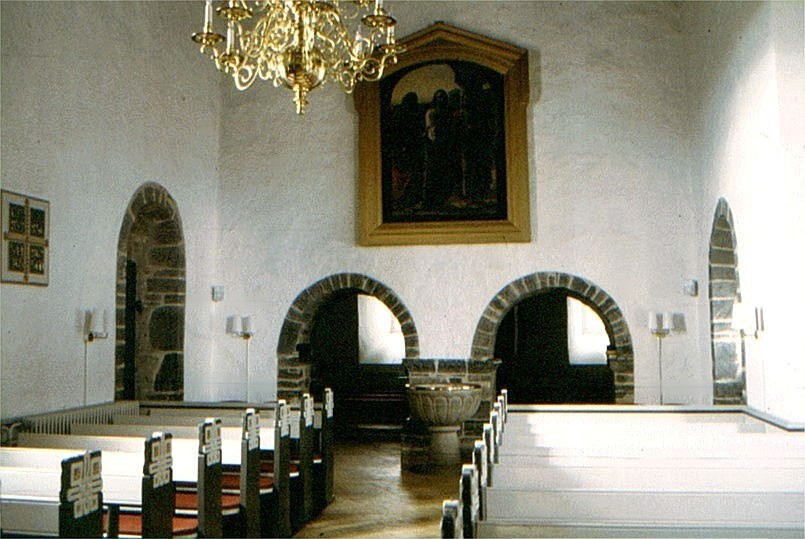
Kyrkoskeppet med dopfunt av gotlandskalksten